# 阿尔塔朗苏安
阿尔塔朗苏安（法語：Artalens-Souin）是法国上比利牛斯省的一个市镇，属于阿尔热莱加佐斯区（Argelès-Gazost）阿尔热莱加佐斯县（Argelès-Gazost）。该市镇总面积3.9平方公里，2009年时的人口为103人。

## 人口
阿尔塔朗苏安人口变化图示